# Niek van der Velden
Niek van der Velden (Nispen, 28 mei 2000) is een Nederlands snowboarder.
In 2016 maakte Van der Velden zijn debuut op de World Cup. In 2017 deed hij voor het eerst mee aan het wereldkampioenschap, waar de 44e plaats op de slopestyle zijn beste resultaat was. Hij plaatste zich voor de Olympische Winterspelen 2018 op de onderdelen Big air en Slopestyle.
Tijdens de laatste training voor de kwalificatieruns kwam hij ten val. Deze val leverde een zware breuk in zijn rechter bovenarm op  waardoor hij niet aan de wedstrijden mee kon doen. Vier jaar later kon Van der Velden alsnog zijn debuut maken op de Olympische Winterspelen. Hij kwam in actie op de onderdelen Slopestyle en Big Air. Op Big Air haalde Van der Velden de finale en eindigde hij als zesde.